# Natko Zrnčić-Dim
Natko Zrnčić-Dim, né le 7 mars 1986 à Zagreb, est un skieur alpin croate, s'illustrant dans les disciplines de vitesse et les épreuves combinées. Il remporte notamment la médaille de bronze du super-combiné aux Championnats du monde de Val d'Isère en 2009.

## Biographie
Membre du club SK Medvescak à Zagreb, il fait sa première apparition en Coupe du monde en décembre 2004 lors d'un slalom organisé à Sestrières (Italie). Il avait participé auparavant à deux Championnats du monde juniors en 2003 et 2004 et avait fait quelques apparitions en Coupe d'Europe, l'antichambre de la Coupe du monde. Il participe pour la première fois aux Championnats du monde en 2005 lors desquels, aligné sur le slalom et le slalom géant, il ne se distingue guère. Il marque ses points en Coupe du monde lors de la saison 2005-2006 à l'occasion d'un super-combiné organisé à Val d'Isère (France). En février 2006, il est sélectionné dans l'équipe nationale de Croatie pour participer aux Jeux olympiques de Turin mais n'obtient au mieux qu'une 25e place sur le slalom géant (il participe également au slalom, au super-G et au combiné). Quelques semaines plus tard, le skieur croate réalise une cinquième place en descente lors des Mondiaux juniors 2006 organisés au Québec. 
Il se révèle au cours de la Coupe du monde 2008 en accrochant un premier top 10 en janvier à Wengen puis, quelques semaines plus tard à Val d'Isère, en enlevant un premier podium lors d'un super-combiné remporté par l'Américain Bode Miller devant un autre croate, Ivica Kostelić.
Aux Championnats du monde 2009 de Val d'Isère, il remporte la médaille de bronze du super-combiné, un centième devant le suisse Silvan Zurbriggen. Aux Jeux olympiques d'hiver de 2010, son meilleur résultat est une 19e place au slalom.
Il obtient son meilleur résultat en Coupe du monde en janvier 2011 en terminant deuxième du combiné de Chamonix. Il monte sur son cinquième et dernier podium en janvier 2014 au super combiné de Wengen. Il prend part ensuite aux Jeux olympiques de Sotchi, où il est 10e du combiné, 19e du super G, 29e de la descente et 41e du slalom géant.
Aux Jeux olympiques d'hiver de 2018, il est le porte-drapeau croate. 
Il prend sa retraite sportive à l'issue de la saison 2018-2019.

## Palmarès

### Jeux olympiques d'hiver
| Épreuve / Édition       | Turin 2006 | Vancouver 2010 | Sotchi 2014 | Pyeongchang 2018 |
| Descente                | —          | 33e            | 29e         |                  |
| Super G                 | 35e        | DNF            | 19e         | 29e              |
| Slalom géant            | 25e        | 41e            | —           |                  |
| Slalom                  | 33e        | 19e            |             | DNF              |
| Combiné / Super combiné | 33e        | 20e            | 10e         | 19e              |

### Championnats du monde
| Épreuve / Édition | Bormio 2005 | Åre 2007 | Val d'Isère 2009 | Garmisch-Partenkirchen 2011 | Beaver Creek 2015 | Åre 2019 |
| Descente          | —           | 34e      | 19e              | 28e                         | 30e               |          |
| Super G           | —           | 40e      | 23e              | 26e                         | 32e               | 30e      |
| Slalom géant      | 40e         | 39e      | 27e              | 38e                         |                   |          |
| Slalom            | 31e         | —        | 14e              | DNF                         | 27e               |          |
| Super combiné     | —           | DSQ      | Bronze           | 8e                          | Abandon           | 39e      |

### Coupe du monde
- Meilleur classement général : 37e en 2010.
- 5 podiums (tous en combiné).

#### Classements en Coupe du monde
| Année/Classement | Année/Classement | Général | Général | Descente | Descente | Super G | Super G | Slalom géant | Slalom géant | Slalom | Slalom | Combiné | Combiné |
| ---------------- | ---------------- | ------- | ------- | -------- | -------- | ------- | ------- | ------------ | ------------ | ------ | ------ | ------- | ------- |
| Année/Classement | Année/Classement | Class.  | Points  | Class.   | Points   | Class.  | Points  | Class.       | Points       | Class. | Points | Class.  | Points  |
| 2006             | 2006             | 137e    | 7       | -        | -        | -       | -       | -            | -            | -      | -      | 44e     | 7       |
| 2007             | 2007             | 135e    | 10      | -        | -        | -       | -       | -            | -            | -      | -      | 42e     | 10      |
| 2008             | 2008             | 58e     | 137     | 46e      | 13       | -       | -       | -            | -            | -      | -      | 8e      | 124     |
| 2009             | 2009             | 59e     | 134     | 45e      | 11       | -       | -       | -            | -            | 55e    | 11     | 9e      | 112     |
| 2010             | 2010             | 37e     | 199     | 30e      | 52       | 48e     | 7       | -            | -            | 48e    | 13     | 7e      | 127     |
| 2011             | 2011             | 71e     | 110     | 46e      | 14       | -       | -       | -            | -            | -      | -      | 9e      | 96      |
| 2012             | 2012             | 67e     | 107     | -        | -        | 57e     | 5       | -            | -            | -      | -      | 10e     | 102     |
| 2014             | 2014             | 75e     | 70      | -        | -        | -       | -       | -            | -            | -      | -      | 5e      | 70      |
| 2015             | 2015             | 76e     | 78      | -        | -        | 52e     | 6       | -            | -            | -      | -      | 7e      | 72      |
| 2016             | 2016             | 95e     | 60      | 54e      | 6        | 54e     | 5       | -            | -            | -      | -      | 15e     | 49      |

Dès 2013, la Fédération internationale de ski décide de ne pas attribuer de globe concernant le classement du combiné.

### Coupe nord-américaine
- 4 victoires.